# Lise Fortier
Pour les articles homonymes, voir Fortier.
Lise Fortier (née le 10 septembre 1925 à Montréal et morte le 8 novembre 2014  à Carpentras) est la première femme québécoise et canadienne francophone à devenir gynécologue. Elle a été présidente de la Société des obstétriciens et gynécologues du Canada en 1975-1976, ainsi que de la Planification familiale du Canada.

## Biographie
Née à Montréal en 1925, elle  termine ses études de médecine en 1950 et devient en 1958 la première « Canadienne française » diplômée en gynécologie-obstétrique par le Collège royal des médecins et chirurgiens du Canada, qui l'avait aussi nommée associée. Elle travaille à l'Hôpital Notre-Dame de Montréal jusqu'en 1980.

« De 1892 à 1969, la contraception était illégale au Canada, mais la loi n’était pas appliquée [ni] interprétée de manière uniforme à travers le pays. Il y avait divers degrés de tolérance à l’égard des intervenants qui aidaient des femmes et des couples à contrôler leur fertilité. En vertu de la loi, pour éviter la grossesse, les Canadiennes devaient s’abstenir de relations sexuelles ou pratiquer le « coït interrompu ». Même le counselling sur les méthodes naturelles était illégal.
En 1969, la décriminalisation de la contraception a donné à toutes les Canadiennes le droit de se protéger contre la grossesse et les infections transmissibles sexuellement, sans que ces gestes ne soient considérés criminels. »

— Bref historique de la contraception (3 pages, 2009), par la Fédération canadienne pour la santé sexuelle (anciennement la Fédération pour le planning des naissances du Canada).
Après une lutte épique à ses confrères médecins et au conseil d'administration, elle ouvre, en mai 1967, la première clinique de planification familiale et d'avortement en milieu hospitalier 
francophone québécois (à l'Hôpital Notre-Dame de Montréal); cette clinique universitaire offre dès les débuts des services complets, médicaux et sociaux, en plus de contribuer à l'Université de Montréal à l'enseignement et à la recherche médicale subventionnée par l'Organisation mondiale de la santé, le Conseil médical de recherche du Canada et des entreprises pharmaceutiques. Elle est élue en 1973, pour un mandat de trois ans, au poste de présidente de la Fédération de planning familial du Canada; mais elle a dû se battre pour accéder à la présidence de la Société des obstétriciens et gynécologues du Canada en 1975,. En 1974, elle est secrétaire générale d'un congrès international francophone d'obstétriciens-gynécologues présidé par le Dr Pierre Audet-Lapointe.
En 1978, elle reçoit le titre de professeure titulaire de clinique de l'Université de Montréal; deux ans plus tard, elle s'installe en Californie pour y poursuivre sa carrière en planification familiale, obstétrique et gynécologie, pendant que son fils s'y spécialise en droit. Elle y demeure jusqu'en 2000.
En l'an 2000, son fils (Thierry Fortier-Duguay, avocat admis au barreau de Californie depuis juillet 1988,) et sa belle-fille élisent domicile en France; alors, elle décide de prendre une semi-retraite et de s'établir à Beaumes-de-Venise (département de Vaucluse), tout en se consacrant aux arts et aux expertises médicales. Elle y meurt subitement, dans son sommeil, le 8 novembre 2014 .

## Honneurs
- Fellow (FACOG) American Congress of Obstetricians and Gynecologists[9]
- 1995 : le prix Abbott-Pellan-Brissette, décerné conjointement par l'Association des médecins de langue française du Canada et le Collège des médecins du Québec, en reconnaissance de sa contribution particulière à la santé des femmes du Québec[3].